# NOFX
I NOFX sono stati un gruppo musicale punk rock, nato nel 1983 a Los Angeles, California e attivo fino al 6 ottobre 2024, data del loro ultimo concerto di commiato.
La band si ispira fortemente ai gruppi punk statunitensi quali Ramones, Misfits, Bad Religion e Rich Kids on LSD.
Nei primi album, i NOFX esprimevano un sound tipicamente hardcore punk, mentre dal 1991, con l'entrata del chitarrista El Hefe e il definitivo consolidarsi del gruppo, ha virato verso un hardcore melodico con influenze ska punk e pop punk. I loro testi trattano generalmente di politica, società, sottocultura punk, razzismo, industria della musica e di religione spesso usando molta ironia e doppi sensi.

## Storia del gruppo
La genesi della band avviene durante il 1983 da parte del futuro chitarrista Eric Melvin ed il suo amico Dillon, compagni di scuola nella Fairfax High School. Entrambi insoddisfatti della situazione delle loro attuali band, Melvin e Dillon decidono nel 1983 di formare un gruppo punk rock, di cui sarebbero diventati rispettivamente chitarrista e batterista e discutono anche con chi completare la band: Dillon conosce un certo Michael John Burkett (che di lì a poco prenderà il nome di Fat Mike), che suona il basso in un gruppo chiamato False Alarm, ed entrambi conoscono Steve, un ragazzo di Orange County che i due ritengono abbia grandi doti da cantante e da frontman.
I due entrano così a fare parte del gruppo, basato a Berkeley, in California. Già dopo poco tempo sia Mike che Eric hanno scritto diverse canzoni da suonare. Nel contempo però, in seguito alla prima prova del gruppo (a cui tra l'altro Steve non aveva potuto partecipare) Dillon decide di uscire dal gruppo, costringendo Mike a chiamare come sostituto alla batteria Erik Sandin, un ragazzo che aveva incontrato qualche anno prima mentre andava in skate per Hollywood ed al quale aveva già offerto senza fortuna il ruolo da batterista nella sua prima band False Alarm. Erik accetta ma dice che la band di cui già fa parte, i Caustic Cause, avrebbe avuto la priorità.
Durante le prime prove, che continuano comunque a svolgersi senza Steve impossibilitato a raggiungerli da Orange County, il gruppo inizia a porsi il problema del nome da darsi: l'idea viene ad Erik il quale andava spesso a casa di Mike ad ascoltare i suoi album punk rock, ed un giorno, dopo aver ascoltato un album dei Negative FX, propone per il gruppo il nome No FX, visto che l'album dei negative FX non gli era piaciuto per niente. Mike accetta l'idea e così fanno gli altri componenti.

### Gli esordi sul palco
La loro prima esibizione dal vivo avviene ad Hollywood, in un locale chiamato Cathay De Grande, dove suonano band già note come Black Flag, Social Distortion e Minor Threat e dove una volta alla settimana si possono esibire, per un dollaro, i gruppi emergenti. I NOFX conoscono uno di questi gruppi, i Justice League, ai quali chiedono, il giorno del loro primo concerto nel locale, di poter suonare subito dopo. È il 1983: i NOFX sono tutti presenti a parte Steve e suonano, con gli strumenti dei Justice League, tutti i quattro pezzi che hanno composto. Quando Steve viene a sapere che hanno suonato senza di lui, decide di lasciare la band, lasciando il resto del gruppo in tre.
A questo punto, il gruppo deve decidere se far cantare Mike o Melvin ma, siccome quest'ultimo non riesce a suonare e cantare contemporaneamente, il problema viene risolto per forza maggiore: oltre a suonare il basso, Mike inizia anche a cantare. Il gruppo decide poi di registrare al Mystic Studios di Hollywood i primi pezzi composti, e riunirli in un EP intitolato For the Glory of Kate, prodotto da Don Bolles dei Germs in cambio di un pieno di carburante nella sua auto. Nel 1985 la band decide di registrare un altro demo, Eric Quacks Like a Duck, mentre lo stesso anno la band parte così per il suo primo mini-tour, con la station wagon dei genitori di Melvin; poco dopo tuttavia Sandin è costretto a lasciare il gruppo perché si trasferisce a Santa Barbara. Viene così rimpiazzato da Scott Sellers, che si unisce per le registrazioni, nel 1985, di due EP, NOFX (EP) (che è di fatto il primo lavoro della band ad essere stato commercializzato e che è anche conosciuto come Live Your Life, dal nome della sua traccia d'apertura), che esce lo stesso anno e che nel 1988 verrà ripubblicato dalla stessa etichetta come l'album full-length NOFX (LP), e So What If We're on Mystic! (che verrà pubblicato dopo qualche settimana), entrambi registrati al Mystic Studios per la Mystic Records. Col nuovo batterista il gruppo parte anche per il primo vero e proprio tour per gli Stati Uniti, sempre nel 1985. Pochi mesi dopo, il trasferimento di Scott Sellers a San Diego costringe i NOFX a cercare un nuovo sostituto, trovato poi in Scott Aldahl.
La band decide anche di rimettersi a cercare anche un nuovo cantante: entra così nella band Dave Allen, con il quale il gruppo, tornato un quartetto, va in tour nel sud-ovest degli U.S.A., suonando con band come Entropy e Scared Straight. Nel 1986, però, Dave Allen, che era appena entrato nel gruppo, muore in un incidente stradale e Scott Aldahl decide di lasciare la band. Questa formazione, con Allen alla voce e Aldahl alla batteria, è durata due settimane.
I due superstiti, Mike e Melvin (oltretutto ormai lontani essendosi trasferito il primo a San Francisco ed il secondo a Santa Barbara) insistono nel gruppo e richiedono a Erik Sandin di tornare ad essere il loro batterista, il quale accetta. Il gruppo inizia allora anche le ricerche per un secondo chitarrista, trovandolo sempre nel 1986 in Dave Casillas.
Proprio in quell'anno, a causa del fatto che Mike è ingrassato di una quindicina di chili e che ogni volta che la band suona in una città dove aveva già suonato in precedenza i ragazzi del pubblico fanno notare a Mike il suo aumento di peso, gli altri membri della band affibbiano al bassista il soprannome di Fat Mike col quale è tuttora noto e col quale tuttora si firma nei dischi e nei concerti. Con questa formazione (in cui dalla scomparsa di Allen Mike aveva ripreso a cantare pur continuando a suonare il basso) la band registra in un pomeriggio del 1986 a Santa Barbara (per una spesa di 60 $) l'EP The P.M.R.C. Can Suck on This!, stampato in 500 copie ed uscito in seguito nel 1987 dall'etichetta discografica Wassail Records creata appositamente dalla band, che infatti, dopo aver litigato con Doug Moody, proprietario della Mystic, aveva deciso di prodursi da sola il nuovo lavoro.

### Dal primo albumLiberal AnimationaRibbed

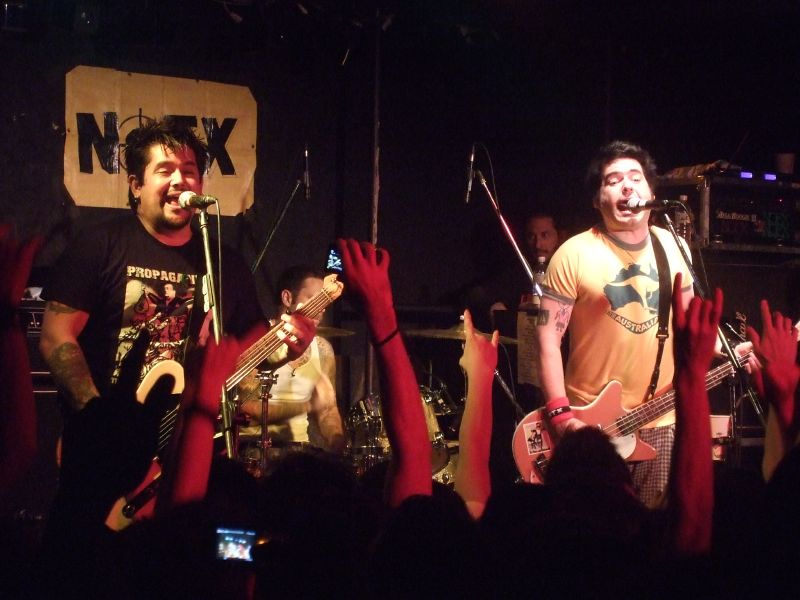
NOFX in concerto a Taipei (in primo piano il chitarrista El Hefe ed il cantante e bassista Fat Mike)

Nel 1988 il gruppo si reca al West Beach Recorders per registrare, in tre giorni, il primo full-length, con Brett Gurewitz dei Bad Religion (che, insieme a Donnel Cameron, è il proprietario dello studio) alla produzione, che chiede anche se vogliono pubblicare l'album per la sua casa, la Epitaph Records, rifondata qualche tempo prima. Ma la band rifiuta, pubblicando l'album, Liberal Animation, per la propria etichetta Wassail. Sempre nel 1988 i NOFX partono in tour recandosi per la prima volta in Europa (al posto degli Adolescents a causa della cancellazione del proprio tour all'ultimo momento da parte di questi ultimi), mentre intanto esce uno split con i tedeschi Drowning Roses (intitolato Drowning Roses/NOFX Split) oltre al singolo S&M Airlines.
Proprio durante questo tour gli altri componenti del gruppo si rendono conto che Dave non è adatto a continuare a suonare con loro, e al ritorno dal tour europeo decidono di chiedergli di andarsene dalla band. Il nuovo chitarrista della band diventa Steve Kidwiller, presentato a Melvin da un suo amico, con il quale dopo circa un mese, nel 1989, viene registrata in sei giorni (con la partecipazione eccezionale in qualche brano ai cori del membro dei Bad Religion Greg Graffin) sempre al West Beach e sempre con Gurewitz come produttore, una versione sotto forma di album di S&M Airlines.
Poche settimane dopo, prima che il nuovo lavoro venga pubblicato (per la prima volta dalla Epitaph Records), la band parte per un tour di tre mesi in Canada e Stati Uniti, seguito da uno di un mese e mezzo in Europa. Tornati, registrano in dodici giorni sempre nello studio e con lo stesso produttore delle ultime volte dei nuovi pezzi, mentre intanto, nel '90, Fat Mike fonda insieme alla moglie una nuova casa discografica, la Fat Wreck Chords, con la quale ripubblicare l'EP The P.M.R.C. Can Suck on This! (modificandone copertina e look in generale). Il nuovo full-length, Ribbed (la cui copertina che ritrae un profilattico è nata per idea di Steve Kidwiller), esce sempre nel 1990, e poco dopo la band parte nuovamente per un tour negli U.S.A. ed uno in Europa, dove suonano, tra gli altri, anche come gruppo-spalla dei Bad Religion.
Il successo intorno al gruppo è ulteriormente cresciuto: S&M Airlines ha già superato le 3 500 copie vendute, mentre Liberal Animation ha venduto tutte le 2.000 stampate in due anni (1.500 nel primo anno di uscita).

### L'ingresso diEl HefeeWhite Trash, Two Heebs and a Bean

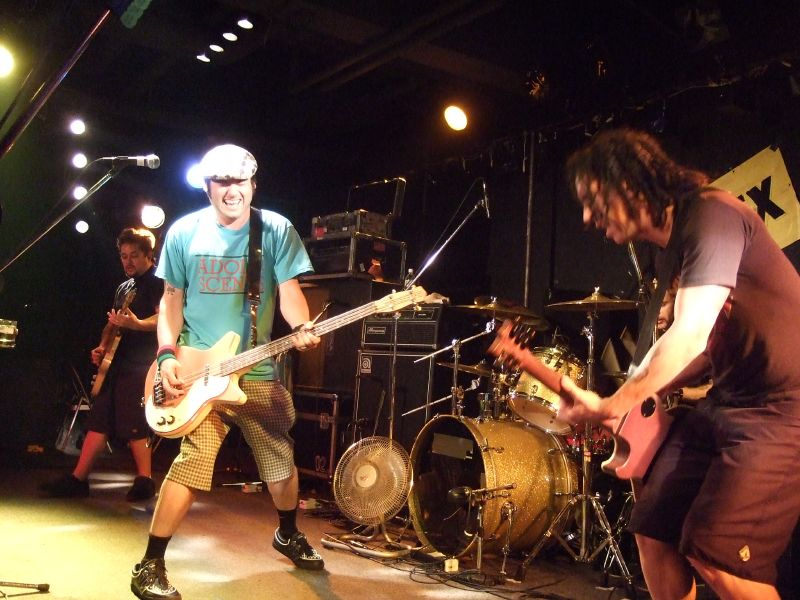
NOFX a Taipei

Nonostante questa crescente popolarità, Steve Kidwiller nel 1991 decide di andarsene dal gruppo, principalmente a causa dell'eccessivo consumo di droga e alcool da parte degli altri componenti della band. I NOFX cercano allora un nuovo secondo chitarrista: dopo averne audizionati un po', alla fine dello stesso anno, scelgono Aaron Abeyta, un amico di Erik Sandin, che viene presto ribattezzato El Hefe (storpiatura dello spagnolo El jefe - lett. il capo) in quanto miglior musicista del gruppo (visto che sa suonare anche la tromba). Il suo ingresso cambierà notevolmente il sound del gruppo.
Anche l'ultimo lavoro, Ribbed, inizia a vendere bene, superando le 8 000 copie e ricevendo lodevoli recensioni anche da Flipside, una delle fanzines più accreditate e seguite della scena punk americana; la Epitaph allora decide di ristampare sempre nel 1991, con una copertina differente, Liberal Animation. Nel 1992 viene registrato sempre al West Beach ma con Donnell Cameron alla produzione, al posto di Gurewitz, il primo lavoro a cui partecipa El Hefe, un EP di cinque brani registrati in dieci difficoltosi giorni: Sandin soffre infatti di forti problemi di droga e Fat Mike fatica a cantare alcune canzoni. Il lavoro, The Longest Line, esce nello stesso anno per la Fat Wreck Chords, mentre la band poco dopo registra al West Beach con ancora con Cameron alla produzione un nuovo full-length: le incisioni sono ancora una volta difficoltose, perché Sandin ha appena smesso di assumere eroina e sta perciò ancora molto male. Due giorni dopo la fine delle registrazioni infatti Erik inizia un corso di riabilitazione che dura due mesi, mentre nel frattempo l'album, che prenderà il nome di White Trash, Two Heebs and a Bean (in cui Sandin è la White Trash - lett. spazzatura bianca il nome in slang della comunità povera bianca negli USA - Fat Mike e Melvin sono i Two Heebs - lett. i due ebrei - ed El Hefe è il Bean - lett. fagiolo), e che inizialmente si sarebbe dovuto chiamare White Trash, Two Kikes And A Spic (stesso significato con termini più offensivi), viene pubblicato dalla Epitaph.
L'album rappresenta un punto di svolta della band: le sonorità hardcore del passato diventano meno dominanti e, grazie alle capacità musicali di El Hefe, compaiono le prime influenze ska punk e pop punk che diverranno il marchio di fabbrica della band. Con questo lavoro inoltre i NOFX divengono una delle punk band più conosciute e la loro ex casa discografica Mystic Records, che possiede i diritti su vari brani inseriti nei primi lavori del gruppo, decide, sempre nel 1992, di pubblicare, senza nemmeno consultare il gruppo, una raccolta dei precedenti EP, di demo e di altri pezzi, intitolata Maximum Rocknroll, di cui gli stessi NOFX verranno a sapere solo dopo averlo visto in vendita.

### DaPunk in DrublicaI Heard They Suck Live!!
Per il successivo lavoro la band vorrebbe registrare il nuovo album di nuovo con Cameron alla produzione, ma è in riabilitazione; perciò Gurewitz consiglia alla band di chiamare il suo amico Ryan Greene, con il quale infine il gruppo registra in tre settimane, sempre al West Beach, Punk in Drublic (il cui nome è un'anagramma di drunk in public, lett. ubriaco in pubblico, o, secondo una diversa interpretazione, una storpiatura in chiave punk della frase Drink in Dublin), pubblicato nel 1994 sempre dalla Epitaph.
Si tratta dell'album della definitiva consacrazione per la band, che secondo alcuni dati, dalla sua pubblicazione al 2007, ha venduto oltre un milione di copie in tutto il mondo diventando disco d'oro.
A questo punto i NOFX decidono di volere pubblicare per la prima volta un live, e perciò organizzano tre serate di concerto al locale Roxy di Hollywood: la maggior parte dei brani verranno registrati la seconda serata, ma sono inclusi pezzi presi da tutte e tre. Il disco, che prenderà il nome di I Heard They Suck Live!!, esce per la Fat Wreck nel '95.

### DaHeavy Petting ZooaSo Long and Thanks for All the Shoes

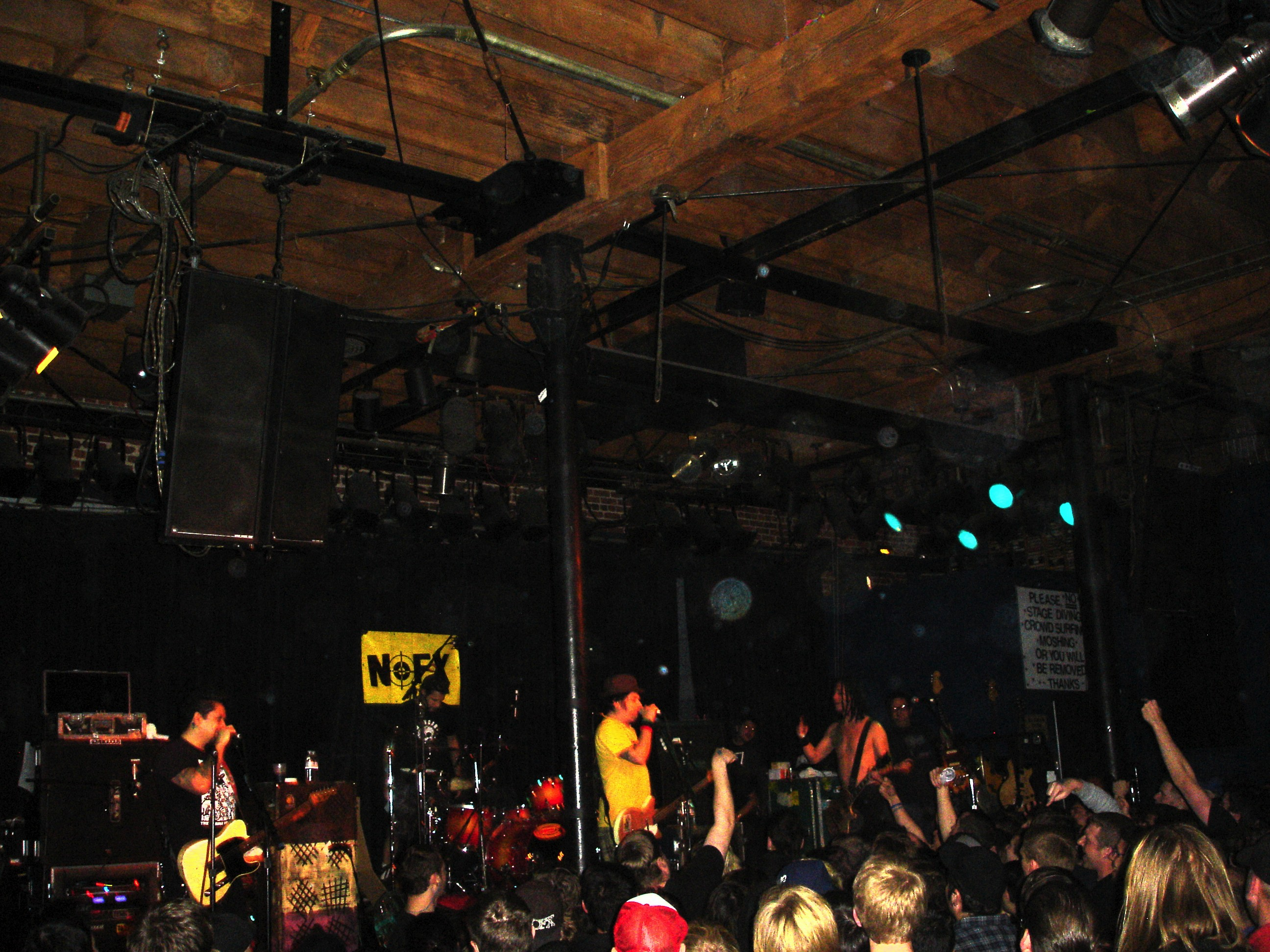
NOFX a San Francisco

Nel 1995 la band inizia le registrazioni di un nuovo album (sempre alla Razors Edge di San Francisco ancora con Greene produttore) che uscirà nel 1996 edito dalla Epitaph col nome di Heavy Petting Zoo: la casa discografica ne pubblica anche una versione in vinile con una differente copertina e con un differente titolo, Eating Lamb. La copertina dell'album (raffigurante un uomo in posizioni semi-pornografiche con un animale) ha destato molto scalpore, portando le autorità francesi ad impedire la vendita sia del vinile che del cd sul loro territorio, ed ha perfino costretto alcuni negozi di dischi a toglierla dalle vetrine in cui l'avevano apposta per promuovere il nuovo lavoro della band, mentre altri negozi sono stati addirittura denunciati per averla mostrata in pubblico.
In seguito, lo stesso anno, la Fat Wreck pubblica HOFX, un EP contenente due brani inizialmente composti per Punk in Drublic ma non inseriti in quanto terminati solo successivamente, che li inserisce così in questo lavoro stampato in 8 000 copie. Sempre nel 1996 Fat Mike organizza nuovamente (questa volta all'insaputa degli altri membri) due giorni al Razors Edge, avvisandoli solo in seguito e dicendo loro che avrebbero registrato un EP da tredici canzoni ovviamente inedite e che l'unico a conoscere i pezzi che lo avrebbero composto sarebbe stato lui: Fat Mike illustra i brani scritti al resto della band direttamente in studio, e vengono registrati così come vengono la prima volta. In quattro ore viene realizzato l'EP Fuck the Kids, che esce per la Fat Wreck lo stesso anno.
La band registra poi al Motor Studios di San Francisco (ancora con Greene alla produzione) un nuovo full-length, dove anche Nate dei Mighty Mighty Bosstones suona la chitarra in un paio di brani. L'album, So Long and Thanks for All the Shoes, il cui nome viene preso dal libro di Douglas Adams So Long and Thanks for All the Fish ed è nato dopo le innumerevoli scarpe lanciate sul palco durante i concerti del gruppo, esce per la Epitaph nell'ottobre (il giorno di Halloween) del 1997 in Europa e a novembre negli Stati Uniti.
In contemporanea, lo stesso giorno, negli U.S.A. viene anche pubblicato un singolo stampato dalla Fat Wreck in 8 000 copie, All of Me, che contiene un brano scartato dalle registrazioni dell'album appena uscito (la title track) ed una reinterpretazione di Billie Holiday (presente anche in So Long And Thanks For All The Shoes). Nel maggio del 1999 la Fat Wreck pubblica inoltre Timmy the Turtle, un singolo contenente due inediti di cui la title track, una canzone registrata per So Long... and Thanks For All The Shoes ma non inserita nell'album, che è cantata da Duncan degli Snuff, mentre ad agosto dello stesso anno esce il singolo Louise and Liza, edito sempre dalla label di Fat Mike e contenente un brano di Heavy Petting Zoo' ed un inedito (la title track).

### Pump Up the Valuume attività successiva
In novembre del 1999 la Fat Wreck pubblica The Decline, un EP che contiene un solo brano lungo circa 18 minuti, che ha dato non pochi problemi durante la registrazione, mentre in dicembre la band entra in studio, dove registra, fino al febbraio del 2000, ventidue brani per il successivo album. Prima della sua pubblicazione la Fat Wreck pubblica Pods and Gods, un EP (in cui Fat Mike suona la tastiera) prodotto in 12 000 copie di cui la title track sarebbe dovuta essere inserita nel full-length successivo (quello registrato qualche mese prima ma non ancora pubblicato), ma alla quale è stata poi preferita un'altra canzone, My Vagina.
L'album, invece, prende il nome di Pump Up the Valuum e viene pubblicato a giugno del 2000; esso risulta essere il primo pubblicato dalla casa di Fat Mike (unitamente alla Epitaph che ne cura la distribuzione nei mercati extra-USA), la Fat Wreck, ed esce proprio mentre i NOFX si trovano in Europa per il Deconstruction Tour e proprio mentre Punk In Drublic, il loro album più famoso, diventa disco d'oro. In novembre dello stesso anno la Epitaph pubblica Bottles to the Ground, un singolo prodotto, questa volta, in 40 000 copie in esclusiva per il mercato americano contenente due brani inclusi nell'ultimo full-length e due inediti che sarebbero dovuti uscire anche con l'EP Pods And Gods due mesi prima di Pump Up the Valuum, ma che invece viene pubblicato solo ora.
Nel 2001 inoltre la Fat Wreck pubblica Surfer, un nuovo EP con titolo in tributo ai Bad Religion (tratto appunto da uno dei loro lavori più famosi, Suffer, che è anche l'album che ha maggiormente influenzato i NOFX e che li ha convinti a inserire più melodia all'interno dei loro pezzi) e che contiene 14 brani registrati in due giorni.
Sempre nel 2001 la B.Y.O. (Better Youth Organization) Records propone alla band di pubblicare uno split (ovvero un album in cui due band suonano ognuna alcuni brani dell'altra) con un'altra band di genere punk assai famosa: i Rancid. I NOFX registrano così al Motor Studios, con Greene alla produzione, sei cover dei Rancid, mentre questi fanno lo stesso con sei pezzi del gruppo di Fat Mike. Lo split EP, che prenderà il nome di BYO Split Series, Vol. 3 esce agli inizi del 2002 edito dalla B.Y.O., mentre in maggio la Fat Wreck pubblica 45 or 46 Songs That Weren't Good Enough to Go on Our Other Records, una raccolta in doppio cd contenente un inedito e quarantacinque vecchi brani scartati dai precedenti lavori ed inseriti in altri a tiratura limitata o in compilations.

### DaThe War on ErrorismaWolves in Wolves' Clothing

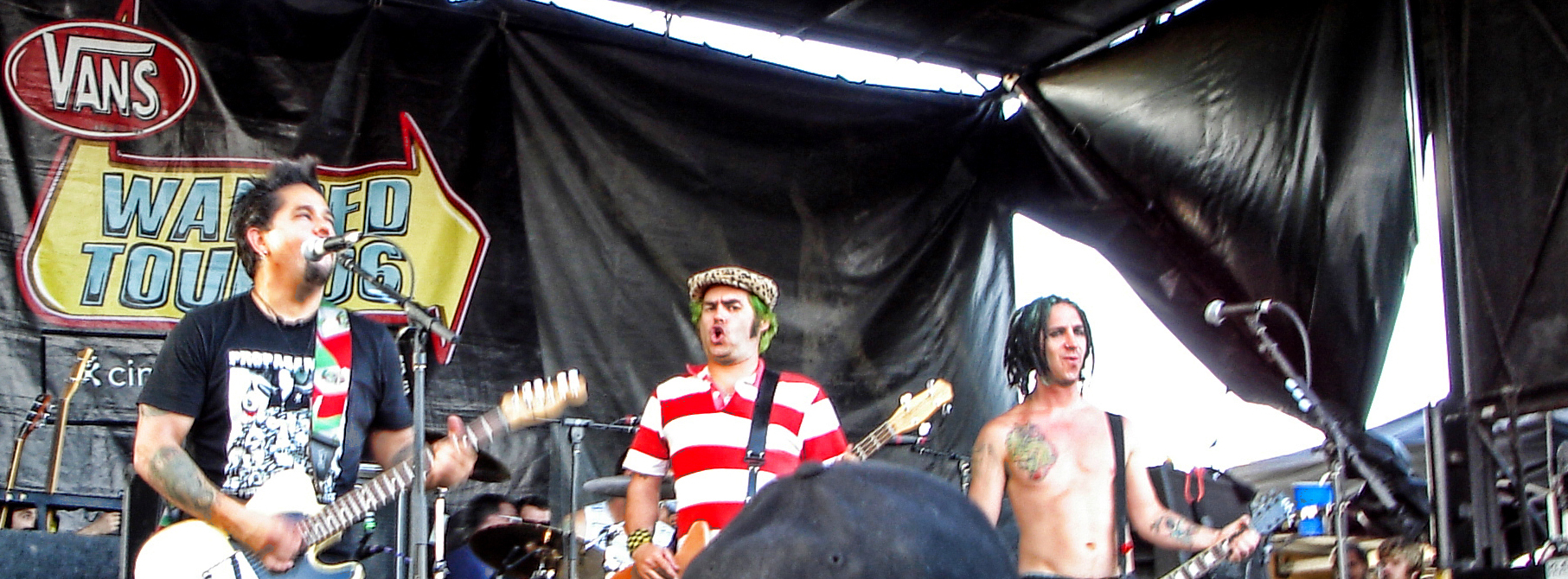
I NOFX nel 2006 al Warped Tour

L'arrivo di George W. Bush alla presidenza della repubblica e soprattutto la Guerra in Iraq divengono a partire dal 2002 la vera fonte d'ispirazione della band, che inizia ad arricchire i suoi brani di testi più marcatamente politici. Esce così nel 2003, sempre dalla Fat Wreck unitamente alla Epitaph per il mercato extra-USA, il loro nono album studio, intitolato The War on Errorism (lett. la guerra all'errorismo) che storpia la definizione di war on terrorism data da Bush agli interventi militari in Afghanistan e, come detto, Iraq. Contemporaneamente la band collabora e partecipa ai concerti Rock against Bush (che porteranno poi alla pubblicazione di una raccolta omonima) e, seppur parzialmente, alla campagna elettorale, poi persa, di John Kerry.
Contemporaneamente Fat Mike fonda e promuove il movimento Punk Voter per incentivare la partecipazione al voto (contro Bush) della comunità musicale punk, indipendente e alternativa d'America.
L'ispirazione politica presente nell'album culmina nel brano Franco Un-American in cui la band, oltre a citare i grandi pensatori liberal americani come Noam Chomsky e Michael Moore, fa palese autocritica laddove dice "the president's laughing because we voted for Nader" - lett. "il presidente sta ridendo perché noi abbiamo votato per Nader" -, esplicito riferimento alla contestata vittoria di Bush contro Al Gore, determinatasi anche a causa del voto di numerosi liberal per il terzo candidato Ralph Nader.
Nello stesso anno viene anche pubblicato l'EP Regaining Unconsciousness e la band decide di pubblicare la prima vera raccolta di brani già pubblicati (infatti Maximum Rocknroll venne pubblicato ad insaputa della band e 45 or 46 Songs That Weren't Good Enough to Go on Our Other Records è una raccolta di brani semi-inediti). Nel 2004 viene così pubblicato dalla Epitaph l'album The Greatest Songs Ever Written (By Us!).
Dopo un anno di parziale assenza dalle sale di incisione, passato in gran parte in tour, nel 2006 i NOFX tornano nei negozi con l'EP Never Trust a Hippy, che precede la pubblicazione del loro ultimo e decimo album, e che contiene, tra l'altro, un brano, The Marxist Brothers (che verrà di lì a poco anche inserito nell'album). Il 18 aprile infatti viene pubblicato l'album Wolves in Wolves' Clothing, in cui la band si discosta, seppur leggermente, dalle tematiche politiche che avevano caratterizzato The War on Errorism per tornare al loro più abituale mix, compresi i riferimenti autobiografici (come il brano 60%). Da segnalare in questo nuovo lavoro la canzone Cantando en español che vede alla voce El Hefe, come già accaduto nel brano Straight Edge (cover dei Minor Threat) di White Trash, Two Heebs and a Bean.

### Da They've Actually Gotten Worse Live in poi
Nel 2007 la band ha pubblicato un nuovo album live che si intitola They've Actually Gotten Worse Live, in prosecuzione del loro ultimo lavoro dal vivo I Heard They Suck Live!!. L'album è uscito il 20 novembre 2007. Successivamente la band è partita per un tour mondiale comprendendo anche paesi più dove generalmente non si esibiscono (Sud America, Israele e altri), il tutto filmato costantemente con alcune telecamere di Fuse Tv e trasmesso in otto episodi da 20 minuti dove si riassume più o meno tutto il tour. Gli otto episodi e molto altro materiale raccolto durante il tour faranno parte di un DVD.
Per festeggiare i 25 anni di attività i NOFX si sono esibiti nel febbraio 2009 in tre date alle quali hanno partecipato anche i vecchi componenti della band, come Dave Casillas e Steve Kidwiler. Il concerto è stato articolato in quattro parti: una con i tre originali (Melvin, Fat Mike, Smelly), una con Casillas alla seconda chitarra, una terza parte con Steve ed infine una con El Hefe.
Il 28 aprile 2009 è uscito l'album Coaster. Il 24 novembre sono stati pubblicati un singolo, My Orphan Year, contenente l'omonima A-side e Fermented and Flailing, ed un EP, Cokie the Clown, il quale si presenta in due versioni differenti, con tracce diverse. Entrambi gli album sono stati pubblicati dalla Fat Wreck Chords.
L'anno successivo il gruppo pubblica una nuova compilation, The Longest EP, seguito da uno split con i The Spits, NOFX/The Spits.
Nell'estate 2011 la band pubblica l'EP NOFX nel quale vengono riproposte cover di vari gruppi hardcore punk.
L'11 settembre 2012 è stato messo in commercio il dodicesimo album studio, Self Entitled.
Nel 2016 viene pubblicato il loro tredicesimo album in studio, First Ditch Effort, e la loro autobiografia, NOFX: The Hepatitis Bathtub and Other Stories, tradotta anche in italiano.
Nel 2019-2020 ridanno vita al progetto 7’’ of the Month Club, pubblicando in tiratura limitata (uno al mese) dieci 45 giri, contenenti esclusivamente inediti.
A settembre 2022, la band annuncia lo scioglimento previsto per l'anno successivo e nel 2023 viene annunciato il tour d'addio.

## Stile musicale

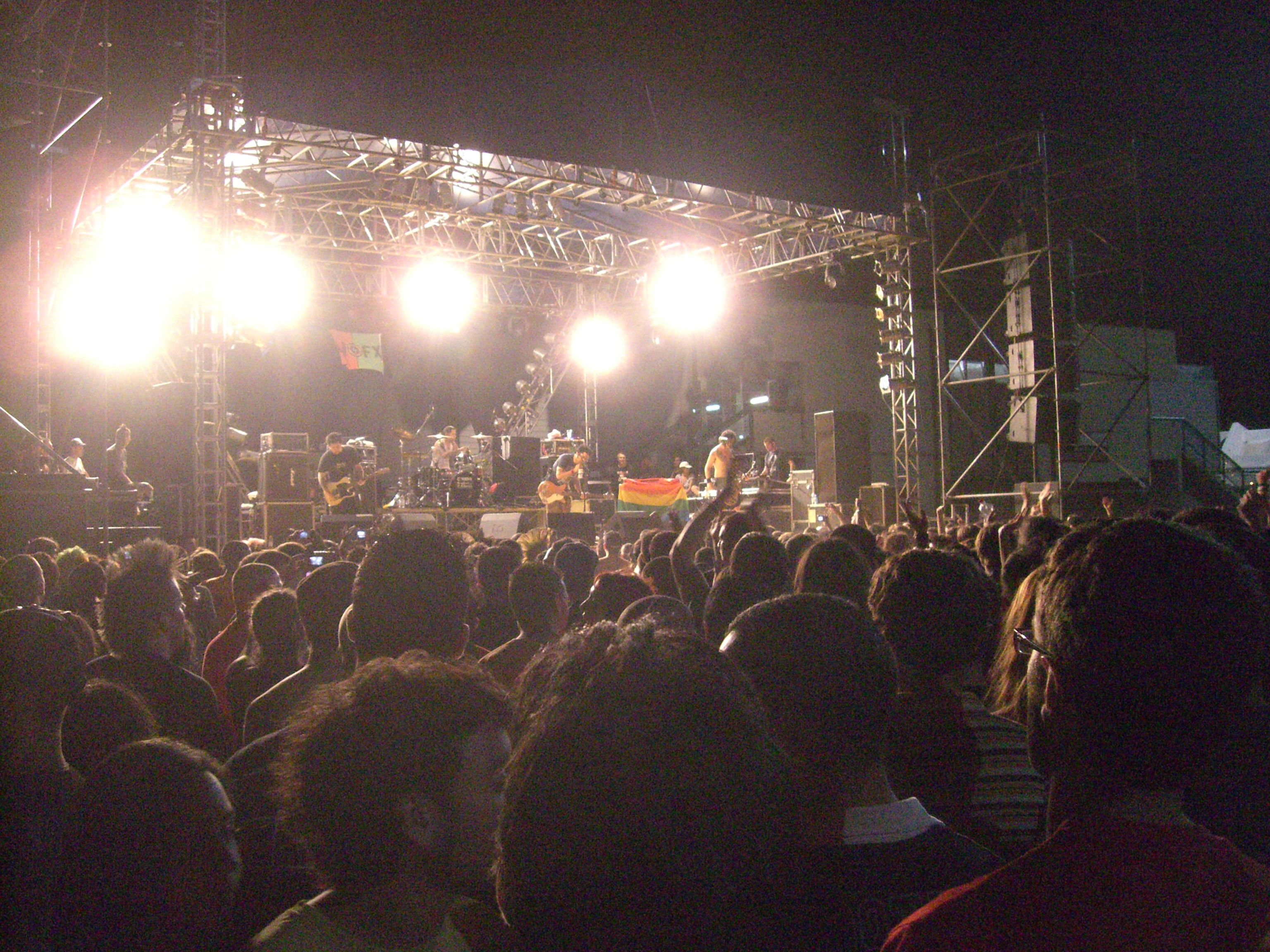
La band in concerto a Cagliari nel 2008

Lo stile musicale della band è passato nel corso del tempo da un puro hardcore punk americano senza la presenza di melodia, ad un hardcore melodico con influenze pop punk e ska punk (soprattutto dopo l'ingresso nella band di El Hefe, unico musicista del gruppo a saper suonare strumenti a fiato essenziali per questo genere musicale). Nella loro evoluzione un ruolo decisivo è stato svolto dai Bad Religion e certamente ancora prima dai Misfits e dai Ramones.
Oltre ad essere annoverati tra i fondatori del genere musicale californiano skate punk, i NOFX ormai occupano un posto di primo piano nella storia del punk rock in generale. La loro reinterpretazione dell'essere musicisti punk rock (sia come stile musicale che come argomenti trattati e comportamenti verso il mainstream) ha avuto successivamente un'influenza notevole sulle band punk più recenti. Il loro stile, posizionato di fatto a metà tra l'hardcore melodico ed il pop punk di Green Day e blink-182, è stato seguito, per fare qualche esempio, da gruppi come Pennywise, Good Riddance, Less Than Jake, Lagwagon, Propagandhi, Ten Foot Pole, Millencolin, AFI, Sum 41, Guttermouth, The Ataris, Bane.
Questo stile politico-musicale ha comunque suscitato diverse critiche da parte delle frange più estremiste e filo-anarchiche della comunità punk ed indipendente d'America e non. Alcuni hanno infatti criticato la virata verso il pop punk che la band ha subìto dall'inserimento di El Hefe nel 1991, mentre altri hanno sollevato dubbi sull'effettiva opposizione della band a fenomeni di commercializzazione: sebbene sia incontestabile che i NOFX non abbiano mai stretto accordi con alcuna major discografica né con i network di massa come MTV, è contestato invece che essi siano stati effettivamente coerenti, come loro affermano, con l'etica anarcho punk del D.I.Y., ovvero dell'autoproduzione dei propri lavori. Inoltre la Epitaph, sebbene rimanga una delle principali case discografiche indipendenti del mondo, con una scelta assai criticata nel 2005 si è associata alla contestatissima RIAA e quanto alla Fat Wreck Chords, di proprietà come detto di Fat Mike, è discusso se possa essere considerata vera e propria etichetta di autoproduzione.

## Formazione

### Formazione attuale
- Fat Mike - basso, tastiera (1983 - oggi), voce (1983 - 1986, 1986 - oggi)
- Eric Melvin - chitarra, voce, fisarmonica (1983 - oggi)
- El Hefe - chitarra, voce, tromba (1991 - oggi)
- Erik Sandin - batteria (1983 - oggi)

### Ex componenti
- Scott Sellers - batteria (1985 - 1986)
- Scott Aldahl - batteria (1986)
- Dave Allen (deceduto) - voce, chitarra (1986)
- Dave Casillas - chitarra (1986 - 1989)
- Steve Kidwiller - chitarra (1989 - 1991)

## Discografia

### Album in studio
- 1988 - Liberal Animation
- 1989 - S&M Airlines
- 1991 - Ribbed
- 1992 - White Trash, Two Heebs and a Bean
- 1994 - Punk in Drublic
- 1996 - Heavy Petting Zoo
- 1997 - So Long and Thanks for All the Shoes
- 2000 - Pump Up the Valuum
- 2003 - The War on Errorism
- 2006 - Wolves in Wolves' Clothing
- 2009 - Coaster
- 2012 - Self Entitled
- 2016 - First Ditch Effort
- 2021 - Single Album
- 2022 - Double Album